# Ichneumon valdopacus
Ichneumon valdopacus là một loài tò vò trong họ Ichneumonidae.